# Kosihovce
Kosihovce é um município da Eslováquia, situado no distrito de Veľký Krtíš, na região de Banská Bystrica. Tem 20,69 km² de área e sua população em 2018 foi estimada em 574 habitantes.

## Demografia
| Ano:        | 1994 | 2004   | 2014   | 2024   |
| ----------- | ---- | ------ | ------ | ------ |
| Broj ljudi: | 592  | 617    | 579    | 561    |
| Razlika:    |      | +4,22% | -6,15% | -3,10% |

| Ano:               | 2023 | 2024   |
| ------------------ | ---- | ------ |
| Número de pessoas: | 569  | 561    |
| Diferença:         |      | -1,40% |